# Super Ligue (Benin)
La Super Ligue è il massimo livello del calcio in Benin. La competizione nacque nel 1969.

## Squadre partecipanti
Stagione 2024-2025.

### Girone A
- Abeilles
- Bani Gansé
- Boa
- Buffles du Borgou
- Béké
- Cavaliers
- Dadjè
- Damissa
- Dynamique
- Dynamo Abomey
- Dynamo Parakou
- Espoir Savalou
- Hodio
- Loto-Popo
- Panthères
- Réal Sport
- Takunnin
- Tonnerre Abomey

### Girone B
- Adjidja
- ASPAC
- AS Police
- ASVO
- Avrankou Omnisport
- Ayema
- Aziza
- Coton
- Cotonou
- Dragons
- JA Kétou
- JS Ouidah
- JS Pobé
- Kraké
- Requins
- Sitatunga
- SOBEMAP Sports
- Étoiles Filantes

## Albo d'oro
- 1969:  FAD Cotonou
- 1970:  Porto-Novo
- 1971:  Cotonou
- 1972:  Porto-Novo
- 1973:  Porto-Novo
- 1974:  ES Porto-Novo
- 1975: Non disputato
- 1976: Non disputato
- 1977: Non disputato
- 1978:  Dragons
- 1979:  Dragons
- 1980:  Buffles du Borgou
- 1981:  Ajijas Cotonou
- 1982:  Dragons
- 1983:  Dragons
- 1984:  Lions de l'Atakory
- 1985:  Requins
- 1986:  Dragons
- 1987:  Requins
- 1988: non disputato
- 1989:  Dragons
- 1990:  Requins
- 1991:  Postel Sport
- 1992:  Buffles du Borgou
- 1993:  Dragons
- 1994:  Dragons
- 1995:  Toffa Cotonou
- 1996:  Mogas 90
- 1997:  Mogas 90
- 1998:  Dragons
- 1999:  Dragons
- 2000: non disputato
- 2001: non disputato
- 2002:  Dragons
- 2003:  Dragons
- 2004: non disputato
- 2005: non disputato
- 2006:  Mogas 90
- 2007:  Tonnerre Abomey
- 2008: campionato di transizione, dichiarato non valido
- 2009: non disputato
- 2009/10:  ASPAC
- 2010/11: non concluso
- 2011/12:  ASPAC
- 2012/13:  JA Plateau
- 2013-2014:  Buffles du Borgou
- 2014-2015: non concluso
- 2016: non concluso
- 2017:  Buffles du Borgou
- 2018-2019:  Buffles du Borgou
- 2019-2020: non concluso[1]
- 2020-2021:  Loto-Popo
- 2021-2022:  Coton
- 2022-2023:  Coton
- 2023-2024:  Coton
- 2024-2025:  Dadjè

## Vittorie per squadra
| Club               | Titoli | Stagioni                                                               |
| ------------------ | ------ | ---------------------------------------------------------------------- |
| Dragons            | 12     | 1978, 1979, 1982, 1983, 1986, 1989, 1993, 1994, 1998, 1999, 2002, 2003 |
| Buffles du Borgou  | 5      | 1980, 1992, 2014, 2017, 2019                                           |
| Mogas 90           | 3      | 1996, 1997, 2006                                                       |
| Requins            | 3      | 1985, 1987, 1990                                                       |
| Porto-Novo         | 3      | 1970, 1972, 1973                                                       |
| Coton              | 3      | 2022, 2023, 2024                                                       |
| ASPAC              | 2      | 2010, 2012                                                             |
| JA Plateau         | 1      | 2013                                                                   |
| Tonnerre Abomey    | 1      | 2007                                                                   |
| Toffa Cotonou      | 1      | 1995                                                                   |
| Postel Sport       | 1      | 1991                                                                   |
| Lions de l'Atakory | 1      | 1984                                                                   |
| Ajijas Cotonou     | 1      | 1981                                                                   |
| ES Porto-Novo      | 1      | 1974                                                                   |
| Cotonou            | 1      | 1971                                                                   |
| FAD Cotonou        | 1      | 1969                                                                   |
| Loto-Popo          | 1      | 2021                                                                   |
| Dadjè              | 1      | 2025                                                                   |